# Moskauer Bürgermeisterpokal

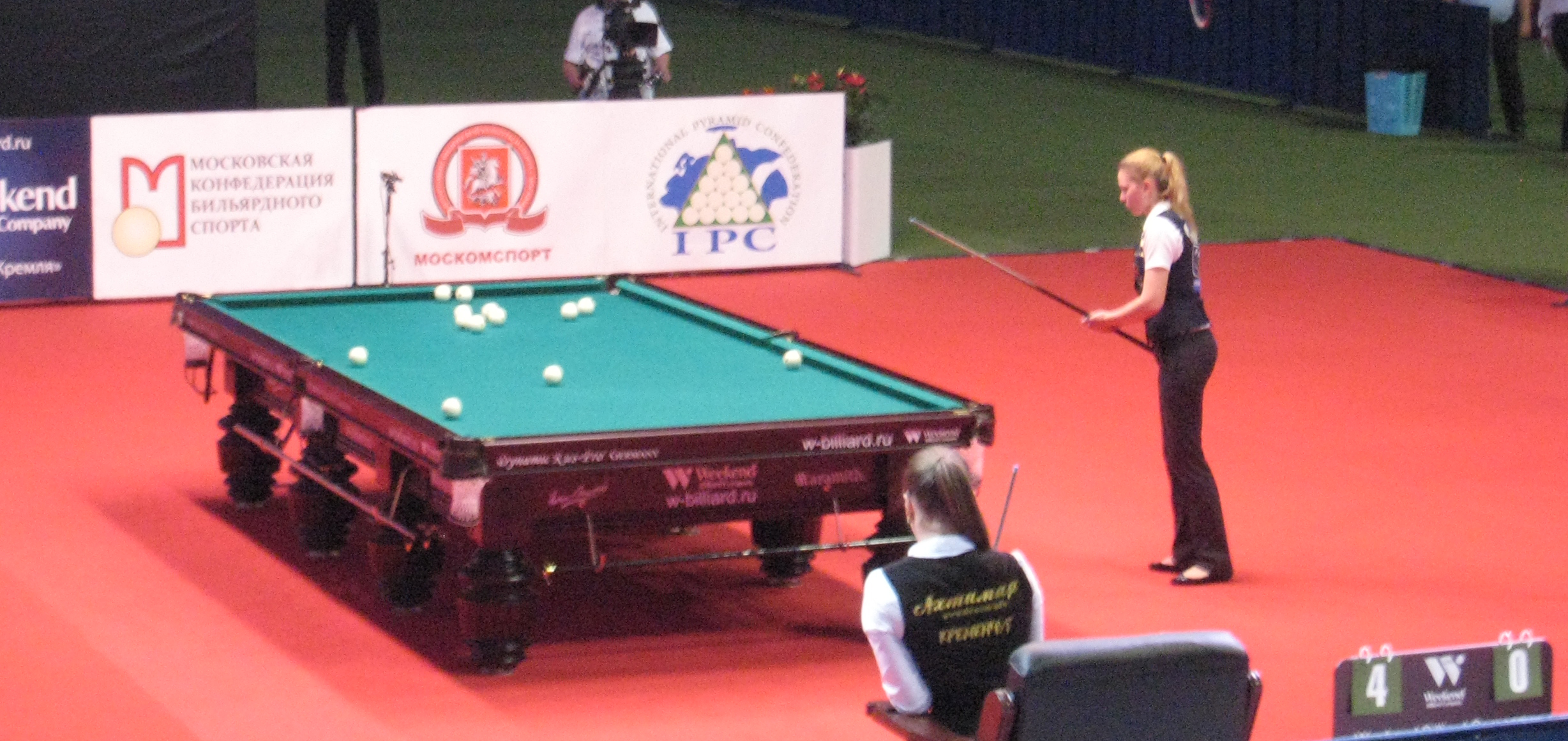
Das Damenfinale 2014: Diana Mironowa (r.) gegen Anastassija Kowaltschuk

Der Moskauer Bürgermeisterpokal (russisch Кубок мэра Москвы Kubok mera Moskwy) ist ein jährlich ausgetragenes Billardturnier in der russischen Hauptstadt Moskau. Gespielt wird Freie Pyramide, eine Disziplin des Russischen Billiards. Das 2012 erstmals veranstaltete Turnier ist seit 2014 Bestandteil des Weltcups. Austragungsort war bis 2018 der Sportkomplex Olimpijski, 2019 wechselte man in die Megasport-Arena und 2021 in die Malaja-Arena des Sportpalasts Luschniki.
Rekordsiegerin ist die Russin Diana Mironowa, die sieben der neun Ausgaben gewann. Bei den Herren war der Ukrainer Dmytro Biloserow mit einem Sieg und zwei zweiten Plätzen am erfolgreichsten.
In den Jahren 2017 und 2018 wurde zusätzlich ein Snookerturnier ausgetragen, das von Anthony Brabin und Iwan Kakowski gewonnen wurde. International erhielt das Snookerturnier nur wenig Beachtung, an der ersten Ausgabe nahm mit dem Engländer Nigel Bond aber zumindest ein Profispieler teil.

## Herrenturnier

### Die Turniere im Überblick
| Jahr | Sieger                                  | Ergebnis                                | Finalist                                | Halbfinalisten 1                        |
| ---- | --------------------------------------- | --------------------------------------- | --------------------------------------- | --------------------------------------- |
| 2012 | Hlib Waschtschenkow                     | 7:4                                     | Jaroslaw Tarnowezkyj                    | Serhij Petrasch                         |
| 2012 | Hlib Waschtschenkow                     | 7:4                                     | Jaroslaw Tarnowezkyj                    | Oleksandr Palamar                       |
| 2013 | Māris Vartiks                           | 7:3                                     | Wladimir Wainzwaig                      | Nikita Liwada                           |
| 2013 | Māris Vartiks                           | 7:3                                     | Wladimir Wainzwaig                      | Jewgeni Stalew                          |
| 2014 | Wladislaw Osminin                       | 6:0                                     | Jewhen Nowossad                         | Artur Piwtschenko                       |
| 2014 | Wladislaw Osminin                       | 6:0                                     | Jewhen Nowossad                         | Waleryj Tschyschou                      |
| 2015 | Artur Piwtschenko                       | 7:1                                     | Alexander Murawjow                      | Dmitri Storoschenko                     |
| 2015 | Artur Piwtschenko                       | 7:1                                     | Alexander Murawjow                      | Dmitri Schkoda                          |
| 2016 | Jauhen Saltouski                        | 7:4                                     | Artem Mojissejenko                      | Kirill Jurin                            |
| 2016 | Jauhen Saltouski                        | 7:4                                     | Artem Mojissejenko                      | Juri Paschtschinski                     |
| 2017 | Sergei Goryslawez                       | 6:2                                     | Jernar Tschimbajew                      | Aleksandr Sidorov                       |
| 2017 | Sergei Goryslawez                       | 6:2                                     | Jernar Tschimbajew                      | Pawlo Radionow                          |
| 2018 | Dmytro Biloserow                        | 6:5                                     | Serghei Krîjanovski                     | Ejnar Samalejew                         |
| 2018 | Dmytro Biloserow                        | 6:5                                     | Serghei Krîjanovski                     | Wadim Berdyschew                        |
| 2019 | Michail Zarjow                          | 7:2                                     | Dmytro Biloserow                        | Maxim Kotschkin                         |
| 2019 | Michail Zarjow                          | 7:2                                     | Dmytro Biloserow                        | Oleg Jerkulew                           |
| 2020 | abgesagt aufgrund der COVID-19-Pandemie | abgesagt aufgrund der COVID-19-Pandemie | abgesagt aufgrund der COVID-19-Pandemie | abgesagt aufgrund der COVID-19-Pandemie |
| 2021 | Serghei Krîjanovski                     | 6:4                                     | Dmytro Biloserow                        | Timur Jewstignejew                      |
| 2021 | Serghei Krîjanovski                     | 6:4                                     | Dmytro Biloserow                        | Pawel Kusmin                            |
| 2022 | Jelissei Anufrijew                      | 6:4                                     | Oleg Jerkulew                           | Andrei Schagajew                        |
| 2022 | Jelissei Anufrijew                      | 6:4                                     | Oleg Jerkulew                           | Nikita Liwada                           |

### Rangliste
| Platz | Spieler             | Gold | Silber | Bronze |
| ----- | ------------------- | ---- | ------ | ------ |
| 1     | Dmytro Biloserow    | 1    | 2      | 0      |
| 2     | Serghei Krîjanovski | 1    | 1      | 0      |
| 3     | Artur Piwtschenko   | 1    | 0      | 1      |
| 4     | Jelissei Anufrijew  | 1    | 0      | 0      |
| 4     | Sergei Goryslawez   | 1    | 0      | 0      |
| 4     | Wladislaw Osminin   | 1    | 0      | 0      |
| 4     | Jauhen Saltouski    | 1    | 0      | 0      |
| 4     | Māris Vartiks       | 1    | 0      | 0      |
| 4     | Hlib Waschtschenkow | 1    | 0      | 0      |
| 4     | Michail Zarjow      | 1    | 0      | 0      |

## Damenturnier

### Die Turniere im Überblick
| Jahr | Siegerin                                | Ergebnis                                | Finalistin                              | Halbfinalistinnen 2                     |
| ---- | --------------------------------------- | --------------------------------------- | --------------------------------------- | --------------------------------------- |
| 2012 | Diana Mironowa                          | 5:1                                     | Jewgenija Romodina                      | Schanna Schmattschenko                  |
| 2012 | Diana Mironowa                          | 5:1                                     | Jewgenija Romodina                      | Aljaksandra Hisels                      |
| 2013 | Diana Mironowa                          | 5:1                                     | Olga Milowanowa                         | Polina Jaroschewitsch                   |
| 2013 | Diana Mironowa                          | 5:1                                     | Olga Milowanowa                         | Swetlana Maximowa                       |
| 2014 | Anastassija Kowaltschuk                 | 5:2                                     | Diana Mironowa                          | Jewgenija Romodina                      |
| 2014 | Anastassija Kowaltschuk                 | 5:2                                     | Diana Mironowa                          | Polina Jaroschewitsch                   |
| 2015 | Diana Mironowa                          | 5:2                                     | Olga Milowanowa                         | Darja Michailowa                        |
| 2015 | Diana Mironowa                          | 5:2                                     | Olga Milowanowa                         | Jekaterina Maximowa                     |
| 2016 | Diana Mironowa                          | 5:2                                     | Kristina Saltowskaja                    | Swetlana Maximowa                       |
| 2016 | Diana Mironowa                          | 5:2                                     | Kristina Saltowskaja                    | Kazjaryna Perepetschajewa               |
| 2017 | Diana Mironowa                          | 5:1                                     | Olga Milowanowa                         | Marija Mamitschewa                      |
| 2017 | Diana Mironowa                          | 5:1                                     | Olga Milowanowa                         | Aljaksandra Hisels                      |
| 2018 | Diana Mironowa                          | 5:4                                     | Anastassija Kowaltschuk                 | Marija Mamitschewa                      |
| 2018 | Diana Mironowa                          | 5:4                                     | Anastassija Kowaltschuk                 | Darja Michailowa                        |
| 2019 | Diana Mironowa                          | 5:4                                     | Elina Nagula                            | Anastassija Kowaltschuk                 |
| 2019 | Diana Mironowa                          | 5:4                                     | Elina Nagula                            | Jekaterina Wareldschanowa               |
| 2020 | abgesagt aufgrund der COVID-19-Pandemie | abgesagt aufgrund der COVID-19-Pandemie | abgesagt aufgrund der COVID-19-Pandemie | abgesagt aufgrund der COVID-19-Pandemie |
| 2021 | Elina Nagula                            | 5:2                                     | Marija Mamitschewa                      | Jekaterina Bryttschenko                 |
| 2021 | Elina Nagula                            | 5:2                                     | Marija Mamitschewa                      | Diana Mironowa                          |
| 2022 | Elina Nagula                            | 5:3                                     | Jekaterina Bryttschenko                 | Lilija Panowa                           |
| 2022 | Elina Nagula                            | 5:3                                     | Jekaterina Bryttschenko                 | Diana Mironowa                          |

### Rangliste
| Platz | Spielerin               | Gold | Silber | Bronze |
| ----- | ----------------------- | ---- | ------ | ------ |
| 1     | Diana Mironowa          | 7    | 1      | 2      |
| 2     | Elina Nagula            | 2    | 1      | 0      |
| 3     | Anastassija Kowaltschuk | 1    | 1      | 1      |

## Snookerturnier

### Die Turniere im Überblick
| Jahr | Sieger         | Ergebnis | Finalist         | Halbfinalisten 3 |
| ---- | -------------- | -------- | ---------------- | ---------------- |
| 2017 | Anthony Brabin | 5:4      | Nigel Bond       | Jegor Plischkin  |
| 2017 | Anthony Brabin | 5:4      | Nigel Bond       | Rodions Judins   |
| 2018 | Iwan Kakowski  | 3:1      | Michail Terechow | Rodions Judins   |
| 2018 | Iwan Kakowski  | 3:1      | Michail Terechow | Anthony Brabin   |

### Rangliste
| Platz | Spieler        | Gold | Silber | Bronze |
| ----- | -------------- | ---- | ------ | ------ |
| 1     | Anthony Brabin | 1    | 0      | 1      |
| 2     | Iwan Kakowski  | 1    | 0      | 0      |